# Eteobalea sumptuosella
Eteobalea sumptuosella là một loài bướm đêm thuộc họ Cosmopterigidae. Nó được tìm thấy ở Vùng Địa Trung Hải từ Tây Ban Nha đến Thổ Nhĩ Kỳ, Maroc và Tunisia, Ukraina, miền nam Nga, Kavkaz, Trung Đông, về phía đông đến Kazakhstan, Turkmenistan và Afghanistan.
Con trưởng thành bay từ đầu tháng 6 đến cuối tháng 8.